# Distretto di Nushki
Il distretto di Nushki è un distretto del Belucistan, in Pakistan, che ha come capoluogo Nushki, localizzato a sud-ovest della città di Quetta.